# Henrik Stubkjær
Henrik Stubkjær (født 31. december 1961 i Brædstrup) er en dansk teolog og præst, der siden november 2014 har været den 44. biskop over Viborg Stift. Han blev i 2023 valgt til præsident for Det Lutherske Verdensforbund for en 7-årig periode.

## Karriere
Stubkjær blev cand.theol. fra Aarhus Universitet i 1990. 
Han var generalsekretær i Folkekirkens Nødhjælp fra 2005 til 2014 og har været studenterpræst ved Aarhus Universitet. 
Fra 1996 til 2005 var han forstander på Diakonhøjskolen i Århus. 
Henrik Stubkjær blev i 2010 optaget i Kraks Blå Bog. 
I 2014 blev han valgt som biskop over Viborg Stift.
I august 2023 blev Stubkjær indstillet til posten som præsident i Det Lutherske Verdensforbund. Han blev valgt til posten i september.

### Oversigt
- 1981: Student fra Rødkilde Gymnasium.
- 1981-82: Værnepligtig ved Den kongelige Livgarde.
- 1989-1992: Landssekretær i Danmarks Kristelige Gymnasiastbevægelse/KFUM og KFUK.
- 1990: Cand.theol. fra Aarhus Universitet.
- 1993-96: Sognepræst ved Møllevangskirken i Aarhus og studenterpræst.
- 1996-2005: Forstander på Diakonhøjskolen i Aarhus.
- 2005-2014: Generalsekretær i Folkekirkens Nødhjælp.
- 2014: Biskop over Viborg Stift.[2]